# Ruta 1 (Paraguay)
Die Ruta 1, auch Mariscal Francisco Solano López genannt, ist eine Fernstraße in Paraguay. Die Straße verbindet die Hauptstadt Asunción mit Encarnación an der Grenze zu Argentinien. Sie ist 370 km lang.

## Straßenbeschreibung
Die Ruta 1 beginnt in der Hauptstadt Asunción, dem größten Ballungsraum Paraguays. Die Straße verläuft zum großen Teil durch bebautes Gebiet mit besseren städtischen Straßen und viel Verkehr. Die Straße verläuft bis Itá rund 40 Kilometer durch dicht besiedeltes Gebiet. Zwischen Asunción und San Lorenzo hat die Straße 2 × 2 oder 1 × 4 Fahrstreifen, jenseits der Städte ist die Straße meist einspurig.

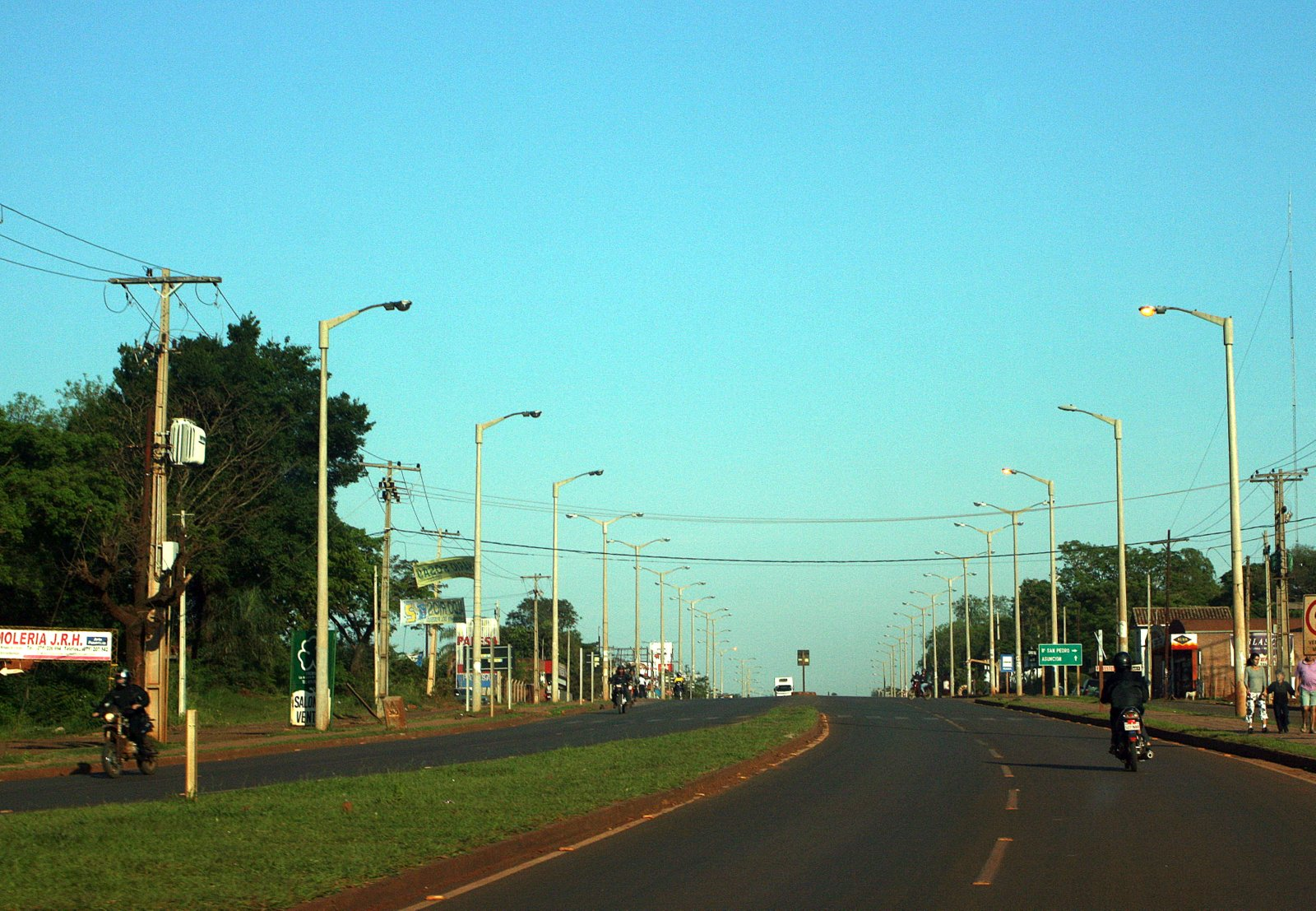
Ruta 1 bei Encarnación

Außerhalb der Region Asunción führt die Ruta 1 nach Süden durch relativ flaches Land mit mehreren Dörfern in der Umgebung. Diese Region ist bewaldet, hat aber an einigen Abschnitten mehrere offene Flächen mit Feldern. Die meisten Orte auf der Strecke haben eine Gitterstruktur. Die Ruta 1 verläuft durch viele Städte, da keine Umgehungsstraßen vorhanden sind. Der Süden von Paraguay ist weniger dicht bewaldet, hier dominieren Freiflächen. Nach San Ignacio, wo die Ruta 4 nach Paso de Patria abzweigt, führt die Ruta 1 nach Osten weiter an das Reservoir des Río Paraná. Die letzten Kilometer bis nach Encarnación bestehen wieder aus 2 × 2 Fahrspuren. Auf der argentinischen Seite, in Posadas, wird die Ruta 1 als RN 105 weitergeführt. Im nördlichen Stadtgebiet von Encarnación zweigt die 247 km lange Ruta 6 ab, die nach Minga Guazú führt.

## Geschichte

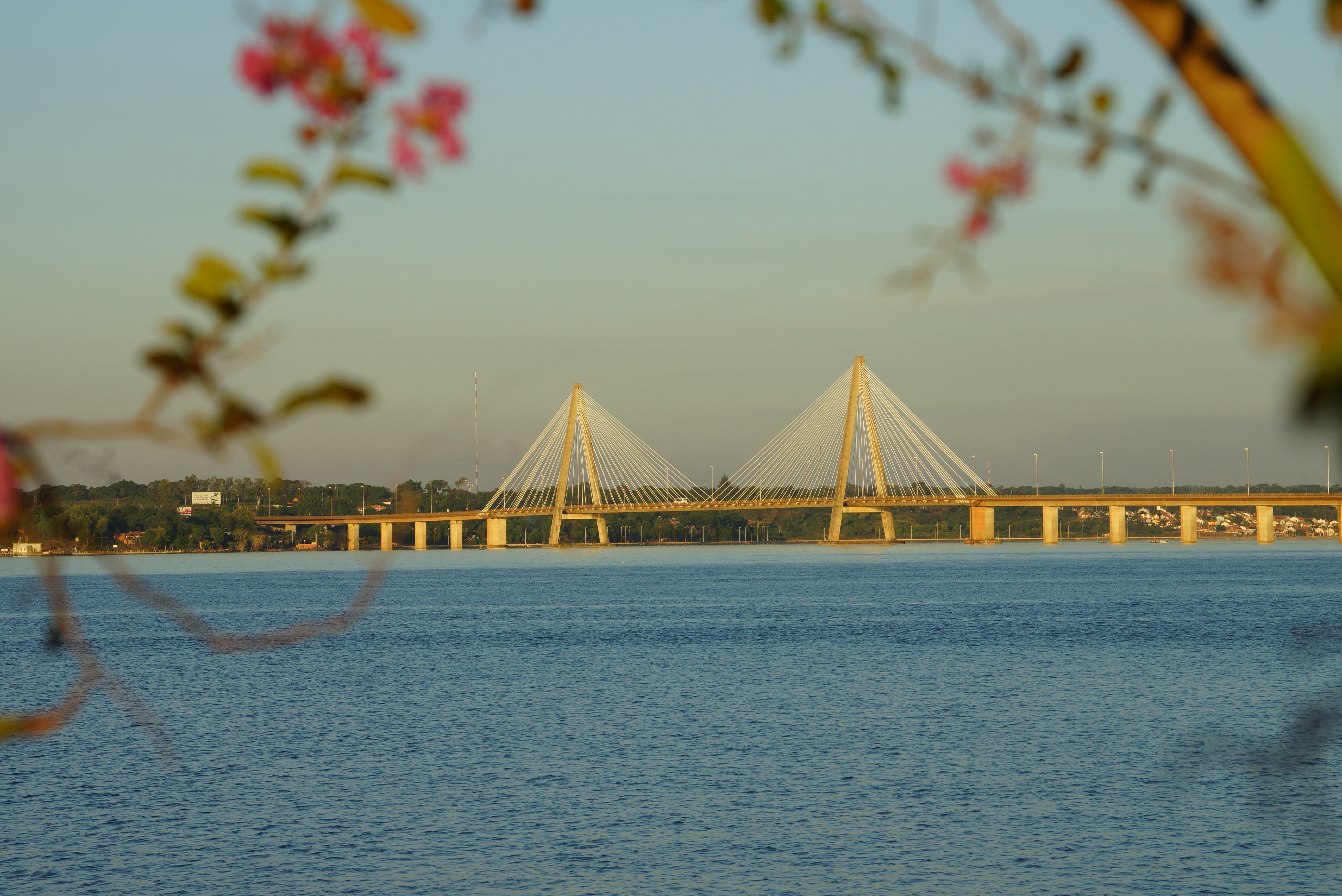
Endpunkt der Ruta 1: Brücke über den Paraná

Die Ruta 1 Mariscal Francisco Solano López ist nach dem zweiten Präsidenten von Paraguay Francisco Solano López (1827–1870) benannt, in dessen Amtszeit der Tripel-Allianz-Krieg (1864 bis 1870) fiel.
Die Ruta 1 ist traditionell die wichtigste Route im Süden von Paraguay und eine Verbindung zwischen den zwei großen Flüssen Río Paraguay und Rio Paraná. Im Jahr 2012 wurde die gesamte Strecke asphaltiert. An der Grenze zu Argentinien wurde eine große Schrägseilbrücke über den Paraná gebaut, die 2.550 Meter lange Puente Internacional San Roque González de Santa Cruz, die eine Hauptspannweite von 579 Metern hat. Die Brücke wurde für den Verkehr im April 1990 freigegeben.